# Cakov
Cakov é um município da Eslováquia, situado no distrito de Rimavská Sobota, na região de Banská Bystrica. Tem 15,78 km² de área e sua população em 2018 foi estimada em 335 habitantes.

## Demografia
| Ano:        | 1994 | 2004    | 2014    | 2024    |
| ----------- | ---- | ------- | ------- | ------- |
| Broj ljudi: | 217  | 278     | 313     | 363     |
| Razlika:    |      | +28,11% | +12,58% | +15,97% |

| Ano:               | 2023 | 2024 |
| ------------------ | ---- | ---- |
| Número de pessoas: | 363  | 363  |
| Diferença:         |      | +0%  |